# Pastore svizzero bianco
Il pastore svizzero (anche chiamato Berger Blanc Suisse, Weisser Schweizer Schäferhund o White Swiss Shepherd Dog) è una razza canina svizzera riconosciuta dalla FCI (Standard N. 347, Gruppo 1, Sezione 1).

## Storia

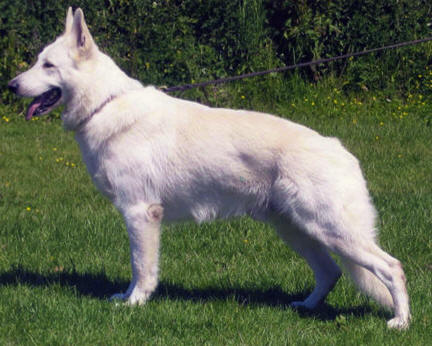
Pastore svizzero bianco.

Nasce dall'appassionato lavoro di selezione compiuto alla fine del XIX secolo dal capitano Max von Stephanitz (1864-1936) e che ha portato al Cane da pastore tedesco così come lo conosciamo attualmente. Fin dal primo soggetto di Stephanitz, chiamato Horand von Grafrath, è apparso chiaro come il colore bianco non sia altro che uno dei colori naturali di questo cane, al pari del grigio, del nero, del nero focato. Vari discendenti di questo primo pastore tedesco non a caso sono risultati bianchi. Alla prima metà del Novecento risalgono alcune fotografie di esemplari di pastori tedeschi bianchi e in un libro dello stesso Max von Stephanitz è pubblicata la foto del cane bianco Berno von der Seewiese. BIanco era anche il nonno di Horand, chiamato Greif Sparwasser, Greif peraltro non era nemmeno l'unico ascendente bianco dei primi soggetti della razza. In un testo di Milo Denliger del 1947 troviamo un'altra testimonianza di questa varietà di colore: compaiono infatti le foto di altri pastori tedeschi bianchi. Nel 1933 la varietà a pelo bianco è stata esclusa dalla Schaferhund Verein (SV, la società che tuttora tutela il pastore tedesco), in quanto ritenuto troppo visibile durante i pattugliamenti notturni. Negli USA e in Canada la varietà a pelo bianco veniva e viene ancora oggi accoppiata ancora con i colori riconosciuti dalla FCI, tanto che prima di diventare il pastore svizzero bianco, qui in Italia veniva chiamato pastore canadese.
Nel 1970 la Sig.ra Agata Burch porta in Svizzera dall'America quello che è considerato il capostipite della razza, Lobo White Burch. In realtà, essendo il colore bianco recessivo, soggetti bianchi hanno continuato a nascere e nascono tuttora anche in Europa da pastori tedeschi "colorati" dato che un gene recessivo può rimanere nascosto generazioni prima di trovare un pari requisiti e farsi notare, anche se la cosa non è troppo pubblicizzata. Il manto candido ha comunque sempre avuto i suoi estimatori e così alla fine del secolo scorso un certo numero di appassionati, nei paesi del vecchio continente, ha provato la strada della riconciliazione, cercando di far di nuovo riconoscere come pastore tedesco anche la varietà bianca, ma dato il rifiuto della SV e del mondo del pastore tedesco "classico", non rimase quindi che farne una nuova razza a parte. Fu la Svizzera la prima a ottenere i requisiti per far riconoscere in modo dapprima provvisorio e dopo dieci anni definitivo, il pastore svizzero bianco alla FCI, ed ecco perché si chiama pastore svizzero bianco. 
Il 26 novembre 2002 si è giunti al riconoscimento della razza, a titolo provvisorio, da parte della FCI. Il nome ufficiale è pastore bianco svizzero (berger blanc suisse). La razza poteva dunque ottenere i titoli e avere il pedigree con il logo FCI, ma non ancora ottenere il CACIB. Il riconoscimento ufficiale si è avuto nell'assemblea generale della FCI del 4 e 5 luglio 2011 con la circolare Nº 65. Viene incluso nel gruppo 1, sezione 1 (cani da pastore e da bovaro, esclusi i bovari svizzeri) con il numero di razza 347 (Weisser Schweizer Schâferhund).

## Descrizione

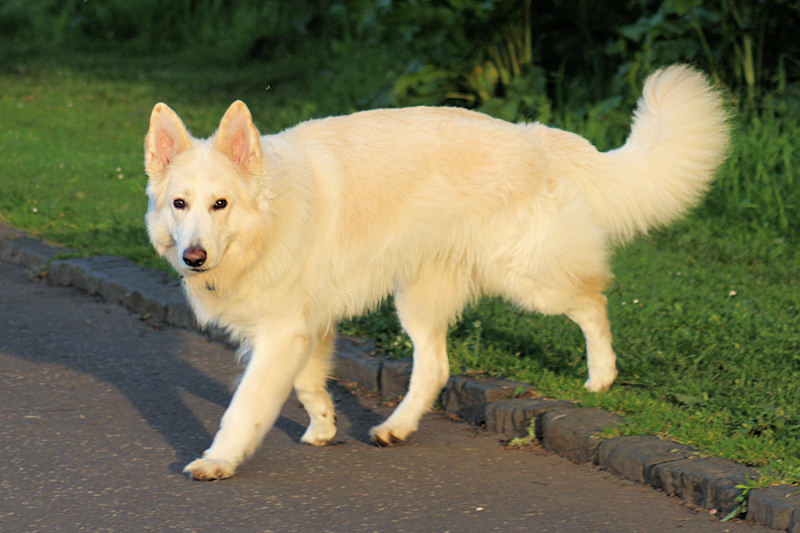
Pastore svizzero bianco.

Cane da pastore bianco, robusto, ben muscolato, di media taglia, dagli orecchi eretti e dal mantello doppio di lunghezza media o lunga. Proporzioni generali del tronco allungate; ossatura di media sostanza, profilo elegante e armonioso. Inscrivibile in un rettangolo leggermente allungato, il rapporto fra la lunghezza del tronco (misurata dalla punta della spalla alla punta della natica) e l’altezza al garrese è di 12 : 10. La lunghezza del muso è leggermente superiore a quella del cranio. Unico colore ammesso bianco.

## Carattere
Carattere vivace ed equilibrato, attivo nel comportamento, attento e facilmente addestrabile. Approccio amichevole e discreto. Si distingue per socievolezza e attaccamento al suo conduttore. Mai pauroso o aggressivo senza motivazione. Cane da lavoro e da sport gioioso che apprende con facilità, impiegabile in molteplici discipline. La sua grande socievolezza gli permette una spiccata capacità di adattamento e inserimento in ogni tipo di evento e situazione. È un cane che ha bisogno di movimento, ma non è indispensabile, segue volentieri il proprietario nelle sue gite e attività, ma sa anche "spegnersi" e dormire in caso non ci sia modo e tempo per farlo, al contrario di altri cani da lavoro che invece lo richiedono per non diventare iperattivi e distruttivi in casa.

## Cure
Sono in genere sufficienti delle regolari spazzolate al candido mantello per mantenerlo sempre pulito e bianco, ha difatti un pelo vitreo definito autopulente. 
Per quanto riguarda la salute, le patologie tipiche che possono colpire il pastore svizzero bianco sono le stesse del pastore tedesco, anche se pare con una incidenza più contenuta, del resto si tratta della stessa razza che ha preso due strade differenti. Per quanto riguarda l'allevamento, è quindi importante effettuare uno screening per la displasia, come per tutte le razze di taglia medio grande. Ne consegue che i cuccioli/oni non debbono essere sottoposti ad eccessiva attività fisica durante la crescita, oltre a consigliarsi l'utilizzo di condroprotettori, mentre - ad esclusione dei casi di carenza di calcio riscontrata da un medico veterinario - se ne sconsiglia l'integrazione, poiché può portare ad artrosi, se somministrato in eccesso. 
È inoltre necessario curare bene l'alimentazione, in quanto se errata o eccessiva è possibile concausa della displasia, e quindi va da sé che occorre anche contenere il peso, evitando un incremento ponderale rapido ed eccessivo. Da parte degli allevatori viene anche abitualmente testata la mutazione MDR1 (Multi Drug Reaction 1), una mutazione genetica che, se presente, rende permeabile la barriera encefalica ad alcuni principi attivi, esattamente come accade ai cani di tipo collie, è quindi bene tenere monitorata la situazione e, da parte dei veterinari, usare cautela con i farmaci da somministrare. Pare comunque che nei collie la sensibilità/reazione avversa sia maggiore, probabilmente per via di qualche altro gene non ancora sequenziato, del resto anche il pastore tedesco ha la stessa incidenza della mutazione, eppure nessuno si è mai fatto problemi a somministrare i farmaci "tabù" per i collie. 
Un altro test raccomandato per la salute del pastore svizzero, è quello della mielopatia degenerativa del cane, la versione canina della terribile SLA, una paresi progressiva, ma per fortuna non dolorosa, che parte dal treno posteriore e nell'arco di 6-36 mesi porta inevitabilmente alla morte del soggetto, in genere per eutanasia, quando la qualità di vita diventa inaccettabile. La mutazione SOD1 in omozigosi, ovvero passata sia da mamma sia da papà, e oggetto del test suddetto, è condizione necessaria, anche se non sufficiente, perché i cani in età avanzata sviluppino la malattia. In genere l'esordio è dopo i 7 anni, con media fra gli 8 e i 9. Cercando di non far nascere soggetti con doppia mutazione, si scongiura il pericolo di soggetti che si possano ammalare della malattia, e per fare ciò basta che uno dei due partner ne sia totalmente esente. 
Sono stati registrati alcuni casi di torsione gastrica, come per tutti i cani di taglia grande, anche se non è certo la razza più colpita.

## Consigli
È adatto tanto al lavoro quanto alla famiglia. In particolare sul lavoro, il Pastore Bianco Svizzero è un buon guardiano, giocoso e dall'apprendimento facile. Nella vita in casa dimostra un grande attaccamento ai bambini. Cane adatto anche ai neofiti, necessita però di tanto lavoro di socializzazione da cucciolo, e va comunque adeguatamente educato specialmente alla condotta al guinzaglio, data la sua mole non trascurabile.

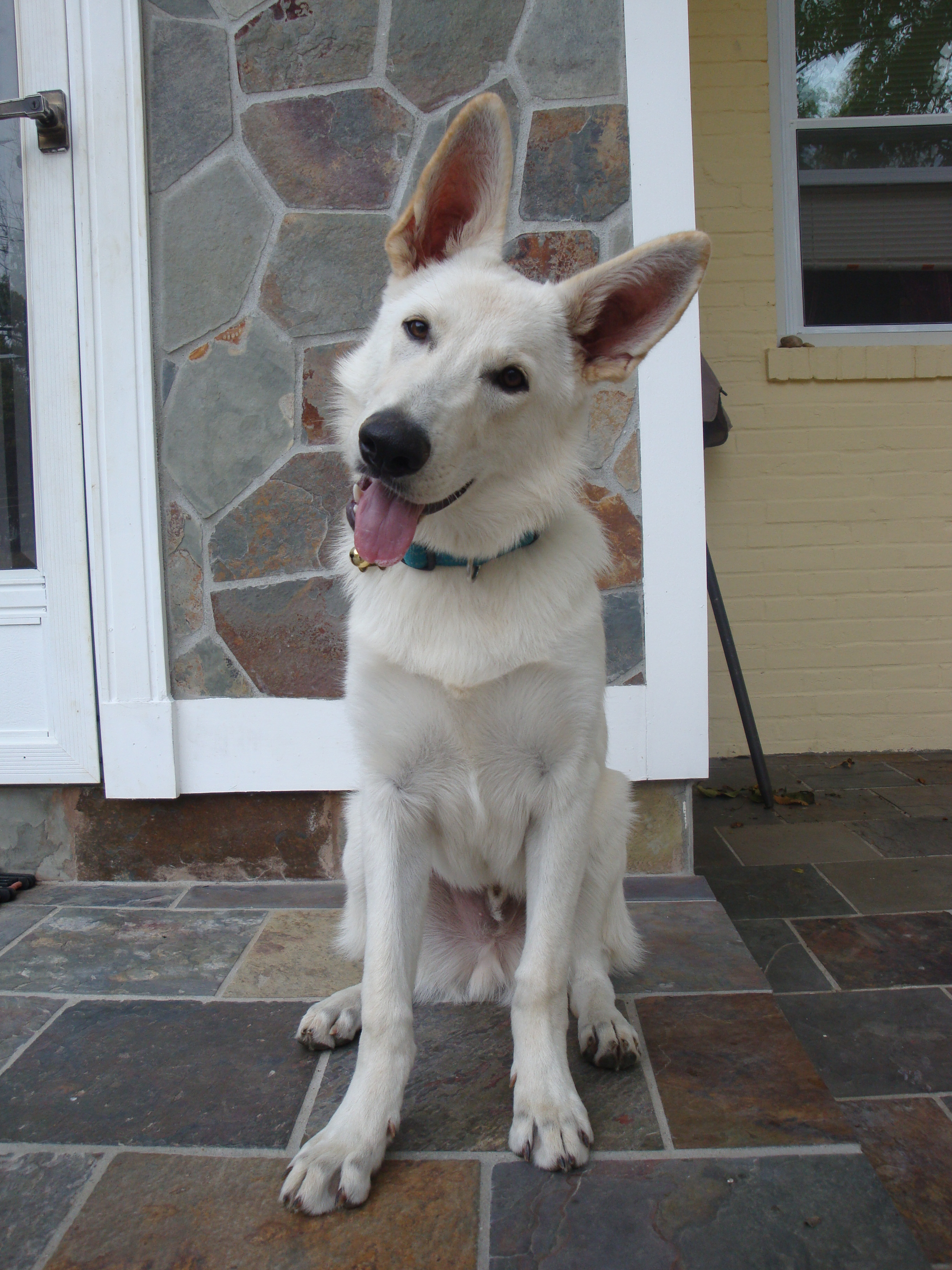
Un cucciolo di 1 anno.

## Diffusione
Nel 2008 l'ENCI ha contato 87 esemplari iscritti ai libri genealogici. Nel 2012 i cuccioli contati sono 286. Negli ultimi anni si attestano sui 500 i cuccioli iscritti.
L'FCI riconosce ufficialmente la razza nel 2012.

## Adatto per...
- Compagnia
- Guardia
- Protezione civile
- Difesa o guardia del territorio
- Obedience
- Rally-obedience
- Sheepdog
- Mantrailing
- Ricerca sportiva.

A causa della mole può non essere del tutto adatto per flyball, free style e agility dog pur avendo dimostrato buona attitudine.